# God of War: Chains of Olympus
God of War: Chains of Olympus és un videojoc de la saga God of War llançat per a la PlayStation Portable el 2008. El joc tracta de com Kratos ha de tornar el Sol al cel, després de la seva caiguda a la Terra.